# 2M1207
2M1207 — ультрахолодный карлик-сверхпланета в созвездии Центавра, вокруг которого обращается экзопланета или спутник сверхпланеты, подобно тому как возле планет вращаются спутники.
В апреле 2004 года группа европейских и американских астрономов обнаружила очень тусклый объект рядом с молодым коричневым карликом 2M1207. По инфракрасному спектру, содержащему следы молекул воды, массу объекта оценили в 4 массы Юпитера, что ниже порога горения дейтерия, отделяющего планеты от коричневых карликов.
Учитывая соотношение масс компонентов (1:5), маловероятно, что планета сформировалась из протопланетного диска (его остатки были обнаружены как у 2M1207, так и позже у 2M1207 b). Скорее, система образовалась как очень маломассивная двойная звезда. Хотя ещё более того она похожа на тяжёлую планету с очень крупным спутником, и образование планеты схоже с образованием Луны или WASP-12 b 1.

## Звезда/сверхпланета
Коричневый карлик типа M8, находится на расстоянии 170,8±4 световых лет от Солнца в звёздной ассоциации TW Гидры. Масса 0,024 солнечной. Возраст ~8 млн лет.

## Планета b/спутник сверхпланеты 1
Масса 2M1207 b/2M1207 1 в 4 раза превышает массу Юпитера, расстояние от звезды (в проекции на небесную сферу) 46±5 а. е. Период обращения неизвестен, но должен превышать 2450 лет.
Возможно, что в ближайшем времени статус 2M1207b будет заменён с планеты на планемо.